# Xylocopa californica
Xylocopa californica là một loài Hymenoptera trong họ Apidae. Loài này được Cresson mô tả khoa học năm 1864.

## Hình ảnh

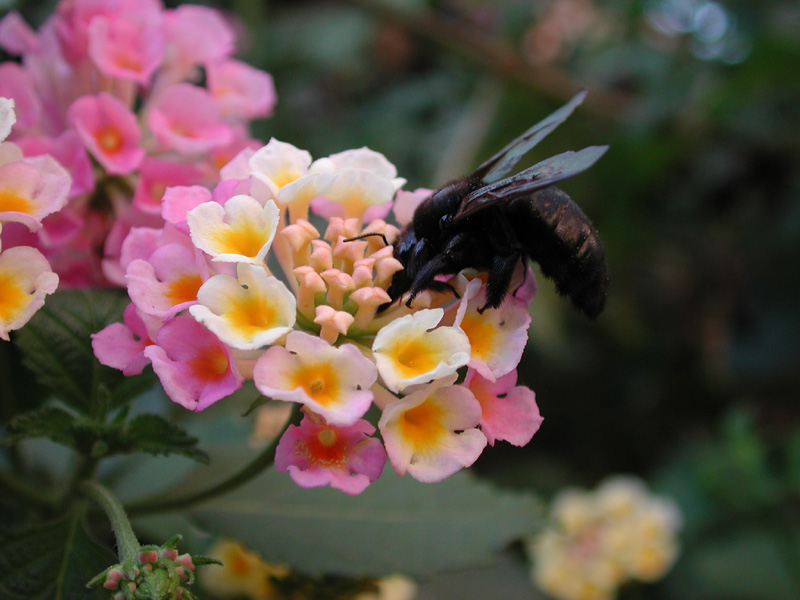
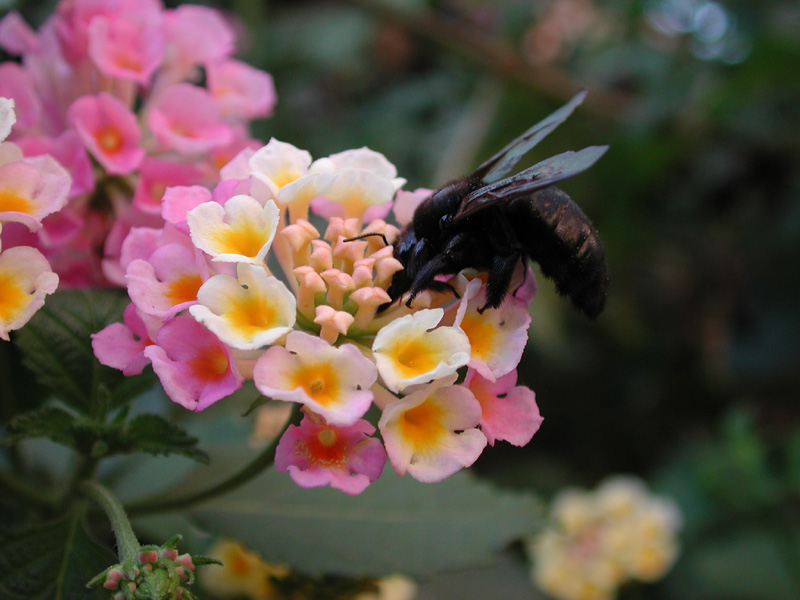